# Next Generation Air Transportation System
 (août 2024).
Si vous disposez d'ouvrages ou d'articles de référence ou si vous connaissez des sites web de qualité traitant du thème abordé ici, merci de compléter l'article en donnant les références utiles à sa vérifiabilité et en les liant à la section « Notes et références ».
Next Generation Air Transportation System ou NextGen (Système de transport aérien de nouvelle génération) est le nouveau système de gestion du trafic aérien des États-Unis en cours de développement qui doit remplacer le  National Airspace System. Il doit être déployé dans le pays vers 2025. NextGen doit permettre de supprimer les problèmes de capacité du système actuel qui a du mal à faire face à la croissance du trafic intérieur. NextGen, qui repose sur l'utilisation de satellites, doit accroître la souplesse du système actuel. Le projet est mené par la Federal Aviation Administration  avec l'assistance technique de la NASA.
NextGen comprend cinq composants :
1. Automatic dependent surveillance-broadcast (ADS-B). ADS-B doit utiliser les signaux des satellites Global Positioning System (GPS) pour fournir aux contrôleur aériens et aux pilotes des informations plus précises permettant la séparation de trafic dans le ciel et sur les pistes des aéroports. Les transpondeurs des avions reçoivent les signaux GPS ce qui permet de déterminer leur position exacte dans le ciel. Celle-ci ainsi que d'autres informations sont alors transmises aux contrôleurs et aux autres avions. Une fois le système complètement déployé, les pilotes et les contrôleurs disposeront pour la première fois d'un affichage en temps réel du trafic aérien.
2. System Wide Information Management (SWIM). SWIM est le nouveau système de gestion et de restitution des données qui doit réduire le nombre d'outils et d'interfaces utilisateur existant tout en améliorant la qualité du dialogue et en supprimant les redondances.
3. Next Generation Data Communications. Ce nouveau réseau de communications vocales géré par ordinateur doit permettre d'accroître la capacité du système actuel.
4. Next Generation Network Enabled Weather (NNEW). NNEW est un nouveau système de centralisation et de restitution des données météorologiques qui doit permettre de réduire de moitié les délais ayant pour origine un événement météorologique. Ceux-ci sont aujourd'hui à l'origine de 70 % des retards.
5. National Airspace System (NAS) Voice Switch (NVS) doit remplacer les 17 systèmes de communication voix air/sol et sol/sol existants dont certains vieux de plus de 20 ans.

NextGen est analogue au projet européen Ciel unique ou SES (Single European Sky) qui vise à doter l'Europe d'une infrastructure ATC (Air Traffic Control) performante pour les 30 années à venir. Le pilier technique SES est le projet SESAR (Single European Sky ATM Research).
Les projets NextGen et "Ciel Unique" sont aussi connus sous le terme "FANS", pour "Future Air Navigation Service".

### Source
- (en) Cet article est partiellement ou en totalité issu de l’article de Wikipédia en anglais intitulé « Next Generation Air Transportation System » (voir la liste des auteurs).